# Liste des espèces découvertes et décrites par l'expédition Lewis et Clark
L' Expédition Lewis et Clark a décrit 178 nouvelles plantes et 122 espèces et sous-espèces animales.

## Animaux

### Mammifères
- Espèces nouvelles :

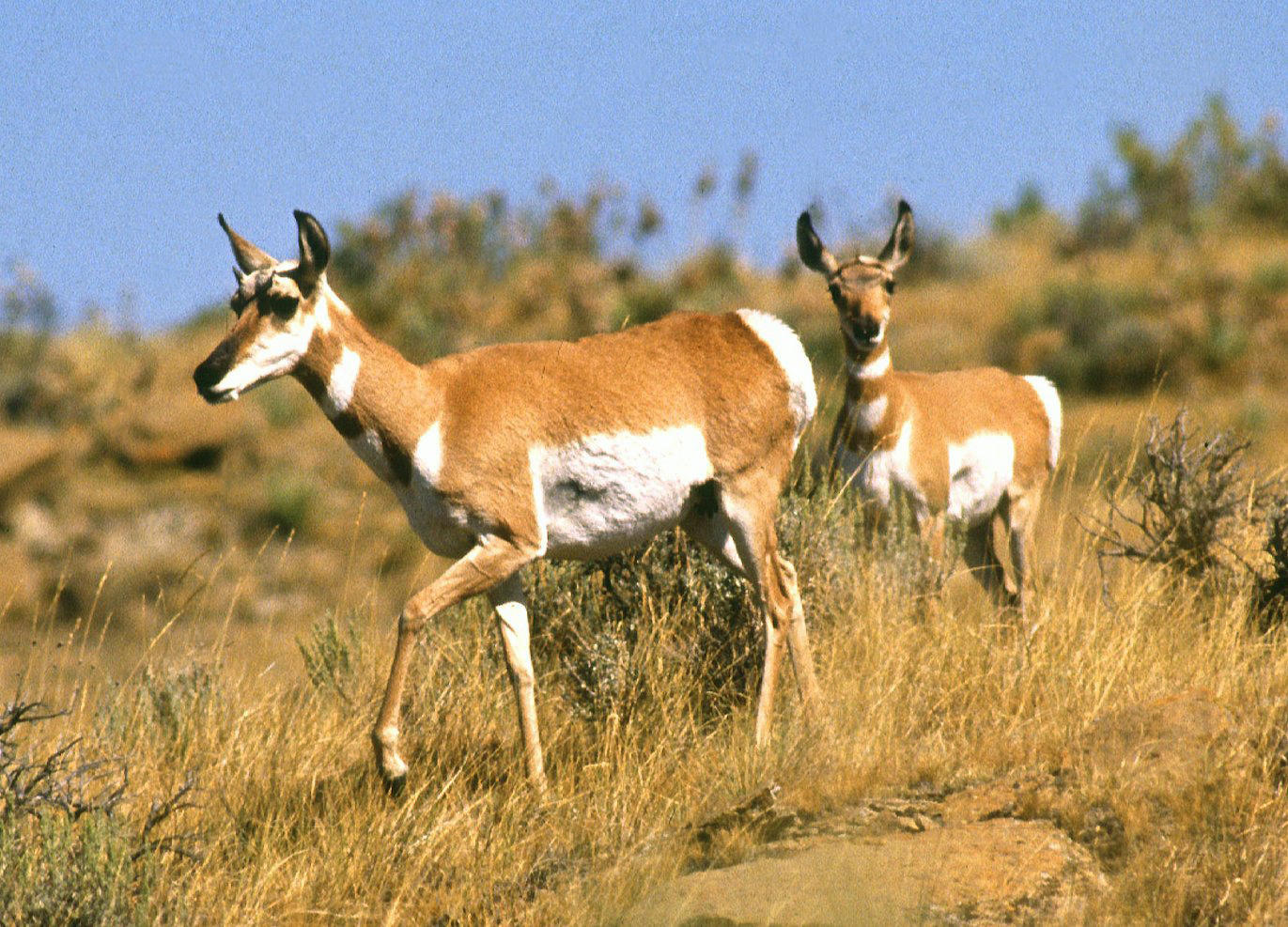
Pronghorn

  - Chien de prairie (Black-tailed Prairie Dog) (Cynomys ludovicianus)
  - Rat à queue touffue (Bushy-tailed Woodrat) (Neotoma cinerea)
  - Ours Grizzly (Grizzly Bear) (Ursus arctos horribilis ou Ursus ferox)
  - Cerf hermione (Mule Deer') (Odocoileus hemionus)
  - Pronghorn (Pronghorn) (Antilocapra americana)
  - Renard véloce (Swift Fox') (Vulpes velox)
  - Lièvre de Townsend (White-tailed Jackrabbit) (Lepus townsendii)
- Espèces décrites dans leurs comptes rendus :
  - Blaireau d'Amérique (American Badger) (Taxidea taxus)
  - Castor (Castor canadensis)
  - Mouflon canadien (Bighorn sheep) (Ovis canadensis auduboni)
  - Bison (Bison) (Bison bison)
  - Ours noir (Black Bear) (Ursus americanus)
  - Spermophile du Columbia (Columbian Ground Squirrel) (Spermophilus columbianus)
  - Coyote (Coyote) (Canis latrans)
  - Lapin à queue blanche (Eastern Cottontail) Sylvilagus floridanus)
  - Écureuil renard (Eastern Fox Squirrel) Sciurus niger
  - Cerf (Red Deer) (Cervus elaphus)
  - Écureuil gris (Eastern Gray Squirrel) (Sciurus carolinensis)
  - Loup des grandes plaines ou loup gris (Gray Wolf) (Canis lupus ou Canis nubilis)
  - Belette à longue queue ('Long-tailed Weasel) (Mustela frenata)
  - Rat musqué Ondatra zibethicus)
  - Puma (Mountain Lion) (Puma concolor)
  - Gaufre gris (Thomomys talpoides)
  - Loutre de rivière (Northern River Otter) (Lutra canadensis)
  - Grande musaraigne (Northern Short-tailed Shrew) (Blarina brevicauda)
  - Pacific-slope Black-tailed Deer
  - Porc-épic d'Amérique (Porcupine) (Erethizon dorsatum)
  - Renard roux (Vulpes vulpes)
  - Ecureuil terrestre de Richardson (Richardson's Ground Squirrel ou Flickertail) (Spermophilus richardsonii)
  - Mouffette rayée (Striped Skunk) (Mephitis mephitis)
  - Souslik à 13 bandes (Thirteen-lined ground squirrel) (Spermophilus tridecemlineatus)
  - Cerf de Virginie, cariacou ou cerf à queue blanche (White-tailed deer) (Odocoileus virginianus)

### Oiseaux
- Découverts:
  - Pie d'Amérique (Black-billed Magpie) (Pica hudsonia)
  - Engoulevent de Nuttall (Common Poorwill) (Phalaenoptilus nuttallii)
  - Tétras des armoises (Greater Sage-grouse) (Centrocercus urophasianus)
  - Petite sterne (Interior Least Tern) (Sterna antillarum athalassos)
  - Pic de Lewis (Lewis's Woodpecker) (Melanerpes lewis)
  - McCown's Longspur (Calcarius mccownii)
  - Cygne trompette (Trumpeter Swan) (Cygnus buccinator)
- Décrits:
  - Avocette d'Amérique (American Avocet) (Recurvirostra americana)
  - Butor d'Amérique (American Bittern) (Botaurus lentiginosus)
  - Corneille d'Amérique (Corvus brachyrhynchos)
  - Chardonneret jaune (American Goldfinch) (Carduelis tristis)
  - Crécerelle d'Amérique (American Kestrel) (Falco sparverius)
  - Merle d'Amérique (American Robin) (Turdus migratorius)
  - Pélican d'Amérique (American White Pelican) (Pelecanus erythrorhynchos)
  - Pygargue à tête blanche (Bald Eagle) (Haliaeetus leucocephalus)
  - Hirondelle de rivage (Riparia riparia)
  - Martin-pêcheur d'Amérique (Ceryle alcyon)
  - Pluvier argenté (Black-bellied Plover) (Pluvialis squatarola)
  - Tétras sombre (Blue Grouse) (Dendragapus obscurus)
  - Geai bleu (Blue Jay) (Cyanocitta cristata)
  - Quiscale de Brewer (Brewer's Blackbird) (Euphagus cyanocephalus)
  - Vacher à tête brune (Brown-headed Cowbird) (Molothrus ater)
  - Bernache du Canada (Canada Goose) (Branta canadensis)
  - Conure à tête jaune (Carolina Parakeet) (Conuropsis carolinensis)
  - Jaseur d'Amérique (Cedar Waxwing) (Bombycilla cedrorum)
  - Hirondelle à front blanc (Hirundo pyrrhonota ou Petrochelidon pyrrhonota)
  - Engoulevent d'Amérique (Common Nighthawk) (Chordeiles minor)
  - Grand corbeau (Corvus corax)
  - Tyran tritri (Tyrannus tyrannus)
  - Grand Héron (Ardea herodias)
  - Grande aigrette (Ardea alba)
  - Greater Prairie-chicken (Tympanuchus cupido pinnatus)
  - Aigle royal (Aquila chrysaetos)
  - Grand-duc d'Amérique (Great Horned Owl) (Bubo virginianus)
  - Pic chevelu (Hairy Woodpecker) (Picoides villosus)
  - Alouette hausse-col (Eremophila alpestris)
  - Pluvier kildir (Charadrius vociferus)
  - Bruant à joues marron (Chondestes grammacus)
  - Pie-grièche migratrice (Loggerhead Shrike) (Lanius ludovicianus)
  - Courlis à long bec (Long-billed Curlew) (Numenius americanus)
  - Canard colvert (Mallard) (Anas platyrhynchos)
  - Harle huppé (Mergus serrator)
  - Tourterelle triste (Mourning Dove) (Zenaida macroura)
  - Pic flamboyant (Northern Flicker) (Colaptes auratus)
  - Busard Saint-Martin (Circus cyaneus) - tentative
  - Balbuzard pêcheur (Pandion haliaetus)
  - Pigeon migrateur (Ectopistes migratorius)
  - Geai des pinèdes (Gymnorhinus cyanocephalus)
  - Pluvier siffleur (Charadrius melodus)
  - Pic à tête rouge (Melanerpes erythrocephalus)
  - Buse à queue rousse (Buteo jamaicensis)
  - Carouge à épaulettes (Agelaius phoeniceus)
  - Gélinotte huppée (Bonasa umbellus)
  - Grue du Canada (Grus canadensis)
  - Oie des neiges (Chen caerulescens)
  - Pipit de Sprague (Anthus spragueii)
  - Bartramie des champs (Bartramia longicauda)
  - Western Juniper Sparrow
  - Sturnelle de l'Ouest (Sturnella neglecta)
  - Tétras à queue fine (Plains Sharp-tailed grouse) (Tympanuchus phasianellus jamesi)
  - Engoulevent bois-pourri (Caprimulgus vociferus)
  - Grue blanche (Grus americana)
  - Dindon sauvage (Meleagris gallopavo)
  - Chevalier semipalmé (Catoptrophorus semipalmatus)
  - Canard branchu (Aix sponsa)

### Reptiles
- Découverts:
  - Crotale des prairies (Crotalus viridis)
  - Couleuvre à nez retroussé (Heterodon nasicus)
- Décrits:
  - Serpent taureau (Bullsnake) (Pituophis catenifer)
  - Trionyx épineux (Apalone spinifera)
  - Couleuvre de l'ouest (Thamnophis elegans vagrans)

### Poissons
- Découverts :
  - Poisson-chat bleu (Ictalurus furcatus)
  - Barbue de rivière (Channel catfish) (Ictalurus punctatus)
  - Salmo clarki ou Oncorhynchus clarkii
  - Laquaiche aux yeux d'or (Goldeye) (Hiodon alosoides)
  - Ménomini des montagnes (Mountain sucker) (Prosopium williamsoni)
- Décrits :
  - Meunier rouge (Common Northern Sucker) (Catostomus catostomus)
  - Doré noir (Sauger) (Stizostedion canadensis)

## Plantes
- Découvertes:
  - Sarcobatus vermiculé (Black greasewood) (Sarcobatus vermiculatus)
  - Blue Flax (Linum lewisii)
  - Shépherdie argentée (Buffaloberry) (Shepherdia argentea)
  - Curly-top gumweed (Grindelia squarrosa)
  - Fringed sagebrush (Artemisia ludoviciana)
  - Onagre cespiteuse (Oenothera caespitosa)
  - Indian tobacco (Nicotiana quadrivalvus)
  - Lanceleaf sage (Salvia reflexa)
  - Red false mallow (Sphaeralcea coccinea)
  - Salt sage
  - Shadscale (Atriplex canescens)
  - Silver-leaf Scurfpea (Psoralea argophylla or Pediomelum argophylla)
  - Snow-on-the-mountain (Euphorbia marginata)
  - White Milkwort (Polygala alba)
  - Wild Alfalfa (Psoralidium tenuiflora or Psoralea tenuiflora)
- Décrites:
  - Antelope bush (Purshia tridentata)
  - Aromatic Aster (Aster oblongifolius)
  - Aromatic Sumac aka Squaw bush (Rhus aromatica)
  - Raisin d'ours (Bearberry aka Kinnikinnick) (Arctostaphylos uva-ursi)
  - Burr Oak (Quercus macrocarpa)
  - Broom Snakeweed (Gutierrezia sarothrae)
  - Canada Milk-vetch (Astragalus canadensis)
  - Prêle des champs (Common Horsetail aka Scouring Rush) (Equisetum arvense)
  - Genévrier commun (Common Juniper) (Juniperus communis)
  - Common Monkey-flower (Mimulus guttatus)
  - Genévrier rampant (Juniperus horizontalis)
  - Dwarf Sagebrush (Artemisia cana)
  - Peuplier de Virginie (Eastern Cottonwood)(Populus deltoides)
  - False Indigo (Amorpha fruticosa)
  - Fire-on-the-Mountain (Euphorbia cyathophora)
  - Golden currant (Ribes aureum)
  - Large-flowered Clammyweed (Polanisia dodecandra trachysperma)
  - Long-leaved Sagebrush aka Mugwort (Artemisia longifolia)
  - Meadow Anemone (Anemone canadensis)
  - Missouri milk-vetch (Astragalus missouriensis)
  - Moundscale (Atriplex gardneri)
  - Needle-and-thread Grass aka Porcupine Grass (Stipa comata)
  - Pasture sagewort (Artemisia frigida)
  - Pin Cherry (Prunus pensylvanica)
  - Pin ponderosa (Pinus ponderosa)
  - Purple Coneflower] (Echinacea angustifolia)
  - Purple Prairie-clover (Petalostemon purpurea or Dalea purpurea)
  - Rabbitbrush (Ericameria nauseosa; formerly Chrysothamnus nauseosus)
  - Raccoon Grape (Ampelopsis cordata)
  - Rigid Goldenrod (Solidago rigida)
  - Rocky Mountain Beeplant (Cleome serrulata)
  - [Rough Gayfeather aka Large Button Snakeroot (Liatris aspera)
  - Estragon (Silky Wormwood) (Artemisia dracunculus)
  - Spiny Goldenweed (Machaeranthera pinnatifida or Haplopappus spinulosus))
  - Thick-spike Gayfeather aka Prairie Button Snakeroot (Liatris pycnostachya)
  - Thuja plicata (Western Red Cedar) aka Rocky Mountain Juniper (Juniperus scopulorum)
  - Nyctage parasol (Wild Four-o'clock) (Mirabilis nyctaginea)
  - Riz sauvage (Wild Rice) (Zizania palustris)
  - Églantine (Wild Rose) (Rosa arkansana)